# Belägringen av Wien
Belägringen av Wien var Osmanska rikets belägring av den österrikiska huvudstaden Wien från september till oktober år 1529. Osmanska riket hade under Süleyman I uppnått sin kulmen. Hela Balkanhalvön (inklusive Ungern) var osmanskt efter den turkiska segern i slaget vid Mohács 1526. Wien var den stad som stod i vägen för fortsatt osmansk expansion in i Centraleuropa. 
Sultanen kunde med en armé på över 125 000 man och med 500 tunga artilleripjäser tränga fram längs med Donau upp mot Wien. Då man nådde staden hade man kvar omkring 120 000 man, varav 12 000 janitsjarer, och 500 artilleripjäser. Habsburgarna, under militär ledning av Niklas Salm-Reifferscheidt, kunde mobilisera 25 000 man, däribland böhmiska, tyska och spanska legosoldater, samt 75 artilleripjäser. Süleymans armé drabbades dock av dåligt väder; gyttja försinkade artilleriet och medförde dålig moral. 
På grund av väderproblemen, hårdare motståndsvilja hos wienarna än väntat samt rädsla för att fienden skulle få förstärkningar innan belägringen var över var sultanen tvungen att häva belägringen och vända tillbaka den 14 oktober. Dock hade endast 20 000-25 000 stupat under slaget. Tre år senare var sultanen tillbaka, ej heller då med framgång.